# HMS Prince George (1772)
Pour les autres navires du même nom, voir HMS Prince George.
Pour les articles homonymes, voir Prince George.
Le HMS Prince George est un vaisseau de ligne de 2e rang en service dans la Royal Navy. Lancé le 31 août 1772 puis armé avec 90 canons, il est équipé ensuite en 98 canons grâce à l'ajout de huit canons de 12 livres sur sa dunette. Il combat lors de la guerre d'Indépendance américaine et des guerres de la Révolution française.

## Construction
Deuxième navire de la classe Barfleur, le HMS Prince George est construit au chantier naval de Chatham et lancé en 1772. Long de 54,1 m au niveau du pont-batterie et large de 15,3 m, son tirant d'eau est de 21 pieds (6,4 m).

## Service actif

### Guerre d'Indépendance américaine
En 1780, le HMS Prince George fait partie de la flotte de l'amiral Rodney lors de la bataille du Cap Saint-Vincent où il combat et capture le San Julián. En 1782, il participe à la bataille des Saintes.

### Guerres de la Révolution française
Le 23 juin 1795, le HMS Prince George assiste à la bataille de Groix sans participer au combat.
Le 14 février 1797, il est présent à la bataille du cap saint-Vincent. Commandé par le contre-amiral William Parker, il engage le vaisseau espagnol San Nicolás avant que celui-ci ne soit pris à l'abordage par Horatio Nelson.
Le HMS Prince George est converti en ponton en 1832 puis démoli en 1839.